# فيسنتي روندون
فيسنتي روندون (بالإسبانية: Vicente Rondón) مواليد 29 يوليو 1938 في فنزويلا - الوفاة 28 ديسمبر 1992 في كاراكاس، فنزويلا، كان ملاكم محترف فنزويلي صنّف ضمن فئة وزن خفيف الثقيل بدأ مسيرته الاحترافية سنة 1965 حيث انتصر في نزاله الأول. حقق بطولة رابطة الملاكمة العالمية.

## إحصائيات
خاض خلال مسيرته 57 نزالا، فاز في 39 وتعادل في 1 وخسر في 15. فاز بالضربة القاضية في 22 نزالا.

## روابط خارجية
- فيسنتي روندون على موقع بوكس ريك (الإنجليزية) (registration required)